# Юзес, Шарль-Эмманюэль де Крюссоль
Шарль-Эмманюэль де Крюссоль (фр. Charles-Emmanuel de Crussol; 11 января 1707, Париж — 3 февраля 1762, там же), герцог д'Юзес — французский офицер, первый светский пэр Франции.

## Биография
Сын Жана-Шарля де Крюссоля, герцога д'Юзеса, и Анн-Мари-Маргерит де Бюйон.
Был крещен в Париже в часовне особняка Юзес на улице Монмартр, с разрешения архиепископа Парижского кардинала де Ноая. Восприемниками при крещении были его дед мессир де Бюйон, маркиз де Галлардон, губернатор и генеральный наместник Мена, Перша и Лаваля, прево Парижа, и двоюродная тетка Элеонора Летелье де Барбезьё, дочь государственного секретаря маркиза де Барбезьё, канцлера орденов короля.
Совсем юным, благодаря протекции герцогини Беррийской,был назначен капитаном гвардии вместо маркиза де Ларошфуко.
Первоначально известный как граф де Крюссоль, он был назначен наследником принадлежавших его отцу должностей губернатора Сентонжа и Ангумуа и отдельно губернатора городов и замков Сента и Ангулема (18.09.1720).
30 января 1721 в качестве лейтенанта запаса вступил в полк короля. Служил в Монтрёйском лагере (1722), 20 декабря 1722 стал полковником запаса в полку Лионне и в этом же качестве 30 марта 1723 перешел в полк Ла-Жервезе.
В январе 1725 отец уступил ему достоинство герцога и пэра Франци, после чего Шарль-Эмманюэль принял куртуазный титул герцога де Крюссоля.
Патентом от 2 февраля 1727 набрал кавалерийскую роту для полка Водре, сохранив при этом свой ранг полковника, и 29 января 1729 года получил под команду Медокский пехотный полк. В том же году был депутатом Штатов Лангедока от знати и в этом качестве 16 августа получил аудиенцию у короля.
Командовал Медокским полком на Итальянском театре войны за Польское наследство: при осадах Джера-д’Адды, Пиццигеттоне и Миланского замка (1733), Тортоны, Новары и замка Серравалле (январь-февраль 1734), атаке Колорно и битве при Парме в июне 1734. В последнем сражении был опасно ранен и длительное время восстанавливался. Пуля угодила ему в челюсть, прошла навылет и ударила в плечо, в результате чего герцог остался горбуном.
Бригадир (1.08.1734), пожалованием пенсиона в 8000 ливров. 1 мая 1735 вернулся на службу и закончил войну в Италии. 10 марта 1739 сложил командование полком и покинул военную службу, которую не мог продолжать из-за последствий полученных ранений. 20 июня того же года унаследовал отцовские губернаторства и принял титул герцога д'Юзеса. 18 января 1740 принес присягу в парламенте в качестве герцога и пэра.
В том же году состоялась дуэль герцога д'Юзеса с графом Ранцау. Однажды вечером в опере Шарль-Эмманюэль достал коробку конфет, имевшую два отделения: в одном были изысканные конфеты для дам, а в другом горькие драже, которыми герцог забавы ради угощал сеньоров. В их числе оказался граф Ранцау. Разгневанный тем, что стал жертвой розыгрыша, граф бросил драже герцогу в лицо, назвал его недостойным человеком и добавил к этому другие оскорбления. После этого Ранцау уехал в Версаль, а Юзес несколько дней тщетно разыскивал его в столице.
Дуэль была неизбежна. Мать герцога ответила нескольким лицам, пытавшимся посредничать в этом деле: «После публичного оскорбления человек уровня моего сына должен драться, даже если он наверняка останется лежать на месте. Я предпочту, несмотря на все нежное к нему отношение, увидеть как его привезут мертвым, чем видеть, как он живет в бесчестии».
Поединок состоялся в Париже в Люксембургском саду за картезианским монастырем. Бились на шпагах. Граф Ранцау, датчанин, родственник королевы Марии Лещинской, был рослым и очень сильным детиной, а герцог маленьким и горбатым. Поначалу оба дуэлянта были легко ранены, но затем Юзес неожиданно убил своего противника.
Происшествие наделало много шума. Большинство современников считали, что герцог прославил себя и свой род, но король был иного мнения и послал lettre de cachet, отправив Шарля-Эмманюэля в ссылку в Юзес, где тот оставался много лет. Опала закончилась только в 1755 году, но к тому времени Шарль-Эмманюэль сам не испытывал большого желания возвращаться ко двору.
В 1741 году герцог принимал в Юзесе возвращавшегося на родину турецкого посла Саида Мехмед-пашу, с которым познакомился в Париже. Восточная пышность свиты османского посланника произвела сильное впечатление на местных жителей.
В 1753 году Шарль-Эмманюэль отказался в пользу сына от своих губернаторств и передал ему титулы герцога и пэра.

## Семья
1-я жена (контракт 3.01.1725, Версаль, а присутствии Людовика XV и высшей знати): Эмили де Ларошфуко (9.11.1700—25.02.1753), дочь герцога Франсуа VIII де Ларошфуко и Мадлен-Шарлотты Летелье де Лувуа
Дети:
- Франсуа-Эмманюэль (1.01.1728—22.03.1802), герог д'Юзес. Жена (1753): Мадлен-Жюли-Виктуар де Пардайян-Гондрен (1731—1799), дочь Луи де Пардайяна, герцога д'Антена, и Жиллетты-Франсуазы де Монморанси-Люксембург
- Шарль-Эмманюэль (29.12.1730—16.05.1743), каноник в Страсбурге, воспитывался в иезуитском пансионе в Париже
- Эмили (16.10.1732—1791). Муж (25.05.1758): герцог Луи-Мари-Бретань-Доминик де Роган-Шабо (1710—1791)

2-я жена (8.06.1759): Мари-Габриель-Маргерит де Гедон, дочь Анри де Гедона и Габриели де Ларнак
Дочь:
- N, крещена 2 мая 1760

## Комментарии
1. ↑  Обер де Ла-Шене де Буа пишет о двух пулях: одна выбила герцогу правый глаз, а другая раздробила левое плечо (Aubert de La Chesnaye Des Bois, col. 625)